# Rizik (igra)
Rizik strateška je društvena igra na ploči. Cilj europskih izdanja igre je prvi ispuniti vlastiti tajni zadatak i pokazati karticu zadatka. Druga izdanja igre kao cilj imaju osvojiti sva područja na karti. 
Igra je napravljena za najmanje dva, a najviše šest igrača, od kojih svaki ima svoju boju: plavu, crnu, ljubičastu, žutu, zelenu ili crvenu. Igra je koncipirana tako da je na ploči stilizirana politička karta svijeta. Kontinenti su podijeljeni u 42 područja koja nose imena po nekim državama, pokrajinama ili geografskim područjima (npr. sjeverna Afrika). Igrači mogu tijekom igre svojevoljno stvarati i raskidati saveze s drugim igračima.  
Izmislio ju je francuski filmski redatelj Albert Lamorisse i prvi je puta izdana 1957. godine u Francuskoj pod imenom La Conquête du Monde (Osvajanje svijeta). Igru je kupio američki proizvođač igračaka Parker Brothers i 1959. godine izdana je s izmijenjenim pravilima pod imenom Risk: The Continental Game, kasnije Risk: The Game of Global Domination.

## Ploča i oprema
Osnova igre je ploča s prikazom izmišljene političke karte svijeta. Svijet se sastoji od šest kontinenata: Sjeverne i Južne Amerike, Europe, Afrike, Azije i Oceanije. Svaki je kontinent dodatno podijeljen na 42 područja. Imena područja mješavina su imena nekih država, stvarnih političkih i zemljopisnih područja. Područja koje nose imena država nemaju stvarne granice tih država. Uz kopnene granice, između nekih područja i kontinenata nalaze se i prekooceanske i prekomorske rute za napad i obranu. 

### Figurice i kartice
Uz ploču dobivaju se i pet ili šest setova figurica vojske (vojnik=1 bataljun, konjanik=5 bataljuna i top=10 bataljuna) različitih boja. Ako igraču ponestane figurica, kao zamjenu može koristiti i druge prikladne predmete, npr. figurice iz drugih igara.
Dio opreme su i dva špila karata i pet ili šest kocaka. Na jednom špilu su zadaci čije je izvršenje krajnji cilj igre, a koriste se u europskim izdanjima igre kao standardni način pobjede, a u drugim izdanjima kao način pobjede u inačici s tajnim zadatkom.
Na drugom su špilu karata ucrtane granice područja s njihovim imenom, a u dnu svake karte slika jedne od figurica vojske. Igrač dobiva jednu od tih kartica na kraju svake runde, ako je u toj rundi osvojio barem jedno područje. U jednom krugu igrač može doboto jednu takvu karticu. Kada igrač skupi tri kartice s istim simbolom, tri kartice s tri različita simbola ili dvije kartice s istim simbolom i jednu džoker karticu, na početku sljedećeg svog poteza može ih zamijeniti za dodatno pojačanje vojske. 
Od dobivenih pet ili šest kocaka, tri crvene kocke koriste se za napadanje, a dvije ili tri bijele, plave ili crne kocke koriste se za obranu. U nekim izdanjima boje kockica mogu biti i zamijenjene. 

### Područja
U nastavku se nalazi ilustracija rasporeda područja na ploči Rizika. Stvarne ploče se razlikuju u dizajnu, ali raspored područja je isti.
| Sjeverna Amerika (5) 1. Aljaska 2. Alberta 3. Srednja Amerika 4. Istok SAD 5. Grenland 6. Sjevernozapadni teritorij 7. Ontario 8. Québec 9. Zapad SAD Južna Amerika (2) 1. Argentina 2. Brazil 3. Peru 4. Venezuela | Europa (5) 1. Velika Britanija 2. Island 3. Sjeverna Europa 4. Skandinavija 5. Južna Europa 6. Ukrajina 7. Zapadna Europa Afrika 1. Kongo 2. Istočna Afrika 3. Egipat 4. Madagaskar 5. Zapadna Afrika 6. Južna Afrika | Azija (7) 1. Afganistan 2. Kina 3. Indija 4. Irkutsk 5. Japan 6. Kamčatka 7. Bliski istok 8. Mongolija 9. Siam 10. Sibir 11. Ural 12. Jakutsk Oceanija 1. Istočna Australija 2. Indonezija 3. Nova Gvineja 4. Zapadna Australija |

## Tijek igre

### Europska standardna izdanja i tajni zadatak
Igra počinje tako što se ravnomjerno podijele karte s područjima (državama ili regijama) i jednak broj bataljuna (vojske). Nakon toga svaki igrač iz špila izvuče jednu karticu zadataka. Na kartama zadataka ponuđene su i alternative (npr. osvojite 24 područja ili uništite sve crne postrojbe).  
Nakon podjele karata, igrači postavljaju jednu ili više figurica na dobivena početna područja. Nakon postavljanja početnih bataljuna na ta područja, karte s područjimma se vraćaju, miješaju i postavljaju na sredinu ploče. 
Prva faza poteza je pojačanje. Tijekom ove faze, prije faze napada, igrač dobiva vojna pojačanja koje postavlja po želji na svoja područja. Broj dobivenih pojačanja ovisi o broju posjedovanih teritorija. Dodatna pojačanja dobivaju se za kontrolu cijelog kontinenta ili zamjenom karata područja.  
Druga faza je faza napada. Napad (i obrana) izvode se bacanjem kocaka. Napadati se smije samo s područja na kojem se nalazi dva ili više bataljuna, a može se napasti susjedno područje na kojem se nalazi jedan ili više protivničkih bataljuna. Susjednim područjem se smatra područje s kojim se dijeli kopnena granici ili pomorski put. Ako igrač koji je na potezu napada s područja na kojem se nalaze dva bataljuna, baca dvije kockice. Ako se na području nalazi tri ili više bataljuna, baca tri kockice. Igrač koji se brani baca jednu ili dvije kockice. Rezultat napada određuje se uspoređivanjem kocaka napada i obrane. Kocke se poredaju po iznosu koje prikazuju. Najveća kocka napada uspoređuje se s najvećom kockom obrane i analogno se uspoređuje svaki sljedeći par kocaka. Ako je iznos kocke napada veći, uklanja se jedan obrambeni bataljun, a vrijedi i obrnuto. Ako napadač uspije ukloniti sve obrambene bataljune, osvaja napadnuto područje. Na području s kojeg se napada mora ostaviti barem jedan vlastiti bataljun kao i na napadnutom području. Igrač na potezu zatim može napasti druga područja ili završiti napadačku fazu. 
Treća faza je faza pregrupiranja. Napadač ima pravo pregrupirati bataljune samo iz jednog u drugo, susjedno područje. Zatim, ako je u tijeku svog kruga osvojio barem jedno novo područje, vuče karticu iz špila područja i vojske. Na redu je sljedeći igrač. 
Karte koje se skupljaju nakon svakog grupiranja služe za obnovu vojnih snaga. Ako igrač skupi 3 iste karte, idući put kad dođe na red za napad dobiva onoliko vojske čiji je simbol na tim trima karticama. Isto tako, igrač koji zauzme čitav kontinent i zadrži ga do idućeg bacanja dobiva vojske u vrijednosti koja je označena na igraćoj ploči za pojedini kontinent. 
Ako neki igrač izgubi sve svoje teritorije, ispada iz igre. 
Pobjeđuje igrač koji prvi ispuni svoj tajni zadatak kroz tijek igre opisan gore.

### Druga standardna izdanja i inačice
Glavna razlika ostalih izdanja je da se pobjeđuje osvajanjem svih područja na karti, umjesto ispunjavanja nekog tajnog zadatka.
Druga izdanja mogu imati manje razlike u dodjeli područja i vojske na početku igre ili u načinu pregrupiranja vojske u trećoj fazi poteza.
Neka izdanja imaju i varijantu pravila zvanu rizik glavnoga grada, gdje svaki igrač ima glavni grad u nekom od početnih teritorija. Kada igrač osvoji jedan protivnički glavni grad, dobiva sve vojske i teritorije tog igrača. Pobjeđuje igrač koji osvoji sve glavne gradove.

## Vanjske poveznice
- Službena stranica
- Rizik na stranicama Udruge Igranje
- Rizik u bazi podataka stranice BoardGameGeek